# 涂西畴
涂西畴（1913年—2007年2月12日），原名涂先求，男，湖南辰溪人，中国经济学家，曾任湖南财经学院院长、教授，中国金融学会常务理事。